# Saeko Chiba
Saeko Chiba é uma dubladora de voz japonesa de animes e inclusive cantora.

## Trabalhos de dublagem

### Anime Series
- Ai Hasebe (長谷部アイ) em Noein (ノエイン もうひとりの君へ)
- Ajimu Yasuna (安心院保奈) em Ajimu (あじむ～海岸物語～)
- Akina Nanamura (七村秋菜) em UFO Princess Valkyrie (円盤皇女ワるきゅーレ)
- Anna Takekawa (武川杏奈) em RAY THE ANIMATION
- Ayane em Nagasarete Airantou (ながされて藍蘭島)
- Ayumi Kubota( 久保田あゆみ) em Aishiteruze Baby (愛してるぜベイベ★★)
- Azmaria Hendric (アズマリア・ヘンドリック) em Chrono Crusade (クロノクルセイド)
- Chiara (キアラ) em MADLAX
- Chie Kazamatsuri (風祭千恵) em Nanaka 6/17 (ななか６/１７)
- Chika Itoh (伊藤千佳) em Ichigo Mashimaro (苺ましまろ)
- Claire (クレア) em BUZZER BEATER
- Corona (コロナ) em Spider Riders (スパイダーライダーズ ～オラクルの勇者たち～)
- Fei Xin Liu (フェイ・シンルー) em Gravion Zwei (超重神グラヴィオンZwei)
- Hajime Yagi (八木はじめ) em The World of Narue (成恵の世界)
- Hitomi Tanaka (田中ひと) em Platonic Chain (プラトニックチェーン)
- Jasmine (ジャスミン) em Rockman.EXE séries  (ロックマンエグゼ)
- Karen Saitou (カレン斎藤) em Gokujou Seitokai (極上生徒会)
- Kitsune no akane (キツネのアカネ) em Angel Tales (おとぎストーリー 天使のしっぽ)
- Kitsune no akane (キツネのアカネ) em Tenshi no Shippo Chu! (天使のしっぽChu!)
- Kurumi Ijuuin (伊集院クルミ) em The Prince of Tennis (テニスの王子様)
- Kyoko Milchan (キョウコ・ミルシャン) em Heat Guy J (ヒートガイJ)
- Lapis-Chan (ラピスちゃん) em Hamtaro (とっとこハム太郎 はむはむぱらだいちゅ!)
- Maya Orihara (織原麻耶) em Ultra Maniac (ウルトラマニアック)
- Meirin Kanzaki (神崎明鈴) em Ask Dr. Rin! (Dr.リンにきいてみて!)
- Mitsukai Dokuro (ドクロちゃん) em Bokusatsu Tenshi Dokuro-chan (撲殺天使ドクロちゃん)
- Momo Adachi (安達もも) em Peach Girl (ピーチガール)
- Natsuki Kuga (玖我なつき) em Mai-HiME (舞-HiME)
- Natsuki Kruger (ナツキ・クルーガー) em Mai-Otome (舞-乙HiME)
- Noeru Sugawara (菅原乃恵留) em Gunparade Orchestra (ガンパレード・オーケストラ)
- Oruha (織葉) em Tsubasa (ツバサ・クロニクル)
- Oshizu (お静) em Ayakashi (怪～ayakashi～ Japanese Classic Horror)
- Priscilla (プリシラ) em GUNxSWORD (ガン×ソード)
- Sayuki Manaka (真中紗雪) em Duel Masters (デュエルマスターズ)
- Suika (スイカ) em Captain Kuppa (砂漠の海賊!キャプテンクッパ)
- Tiful (ティプル) em Ki Fighter Taerang (キ・ファイターテラン)
- Tsubaki Sakura (佐倉椿) em Kare Kano (彼氏彼女の事情)
- Tsubasa Ohtori (鳳つばさ) em W~Wish (W～ウィッシュ～)
- Yoko Sasaoka (笹岡陽子) em Boogiepop Phantom (ブギーポップは笑わない)

### OVA
- Elliott Chapman(エリオット) em Sci-Fi Harry(サイファイハリー)
- Maria Imai(今井まりあ) em Cosplay Complex(こすぷれCOMPLEX)
- Yuki Aihara(相原有紀) em .hack//Liminality
- Akiho Sudou(須藤晶穂) em Iriya no Sora, UFO no Natsu(イリヤの空、UFOの夏)
- Ritsuko Kübel Kettenkrad(律子・キューベル・ケッテンクラート) em Kujibiki Unbalance(くじびきアンバランス)
- Benedictine(ベネディクティン) em King of Bandit Jing in Seventh Heaven(王ドロボウJING in Seventh Heaven)
- Panavia Tornado(パナビア・トーネイド) em Tristia of the Deep Blue Sea(蒼い海のトリスティア)
- Mitsukai Dokuro(三塚井ドクロ) em Bokusatsu Tenshi Dokuro-chan(撲殺天使ドクロちゃん)
- Yoshiko Sagizaka(鷺坂よしこ) em The Karas(鴉-KARAS-)
- Yukihime(雪鬼姫) em Kikoushi-Enma(鬼公子炎魔)

### Jogos
- Kotori Haruno(春野琴梨) em Kita he~White Illumination(北へ。～White Illumination～)
- Kotori Haruno(春野琴梨) em Kita he~Photo Memories((北へ。～Photo Memories～)
- Aishia(アイーシャ) em Alundra 2(アランドラ 2)
- Takano Suzuna(寿々奈鷹乃) em Memories Off 2nd(メモリーズ オフ 2nd)
- Kanako Akishima(秋島香奈子) em Chocolat~maid cafe curio(ショコラ～maid cafe curio～)
- Natsuki Kuga(玖我なつき) em My-HiME~Unmei no Keitouju(『舞-HiME～運命の系統樹～)

## Discografia

### Singles
- Koi no Kiseki(恋の奇跡) (27 February 1999)
- Carry On Everyday (20 November 1999)
- Twinkle Star(トゥインクル☆スター) (25 April 2001)
- Daiya no genseki(ダイヤの原石) (24 August 2002)
- Sayonara(さよなら) (10 November 2002)
- Hikari(ひかり) (22 January 2003)
- Ice Cream(アイスクリイム) (21 May 2003)
- Winter Story (27 November 2003)
- Sayonara Solitaire(さよならソリティア) (21 January 2004)

### Character Singles
- Kirei na namida~Kirei na namida yasashii kimochi~(きれいな涙~きれいなナミダ やさしいキモチ~)(3 December 2003)(Image Single of Akina Nanamura from UFO Princess Valkyrie)
- Mizube no hana(水辺の花) (15 September 2004)(Image Single of Natsuki Kuga from My-HiME)
- Ichigo Mashimaro Character Image CD Volume 1: Chika(苺ましまろ キャラクターイメージCD(1)「千佳」) (9 March 2005) (Image Single of Chika Itoh from Ichigo Mashimaro)

### Álbuns
- Melody (26 March 2003)
- Everything (23 June 2004)